# Won Bin

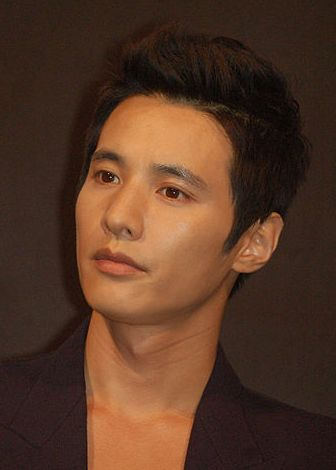

Won Bin (원빈), de son vrai nom Kim Do-jin (김도진), est né le 10 novembre 1977 à Jeongseon dans la province de Gangwon-do, en Corée du Sud. C'est un acteur et un mannequin très populaire en Asie.

## Jeunesse
Won Bin est né et a vécu dans un hameau du nord de Jeongseon. Il a un grand frère et trois sœurs. Son père travaillait dans une usine et sa mère dans une ferme; ils sont aujourd'hui retraités. Comme les autres enfants des régions montagneuses, Won Bin passait la plupart de son temps à jouer dans les montagnes et aux bords des rivières. Cependant, il est un enfant bien plus calme que les autres. Il est de caractère timide et réservé, ce qui n'a pas beaucoup changé en grandissant.
Bien qu'il soit solitaire et reste bien souvent à la maison, il aime le sport et pratique le taekwondo, jusqu'à atteindre la ceinture noire. À l'adolescence, il souhaite devenir mécanicien automobile, car il est admirateur des sports mécaniques. C'est pourquoi, il intègre alors une école de mécanique auto.
En novembre 1995, une chaîne TV du câble coréen recrute de nouveaux talents, où Won Bin sera retenu lors de l'audition. Il termine son dernier semestre de cours, et commence en parallèle à prendre des cours d'acteur dans une émission de TV. Il fait quelques apparitions dans une série de dramas. Dès décembre 1995, il signe un contrat avec une agence réputée et continue à prendre des cours de jeu, payés par l'agence.

## Carrière
Won Bin fait ses vrais début dans un rôle secondaire en 1997 dans le drama Propose. Son rôle suivant dans Ready Go! (1998) ne le révèle pas encore au public. Il décide alors de faire une pause pour intégrer en 1998 une école d'art dramatique, appelée Paekche Institute of the Arts. En 1999, il revient sur les écrans avec le premier rôle du drama Kwangki. Grâce à cette série, il est enfin reconnu comme un jeune acteur prometteur et devient une nouvelle idole des teenagers.  
Il faut pourtant attendre l'année 2000 et les deux drama Kkokji et Autumn in My Heart, pour que sa carrière s'envole. Son rôle de jeune fils rebelle dans Kkokji révèle enfin ses talents d'acteur. Puis sa performance unanimement salué dans Autumn in My Heart aux côtés de Song Seung-heon le propulse dans la liste des meilleurs acteurs du moments. Il devient un des acteurs les plus populaires de Corée, sa notoriété s'étend même dans toute l'Asie. En 2002, il est évidemment choisi pour être le premier acteur coréen à jouer dans la première production japono-coréenne Friends.
En parallèle, il décroche des rôles importants dans des films populaires et à succès comme Guns & Talks et My Brother (film). Sa prestation d'un jeune frère sensible dans le blockbuster Frères de sang (2004) lui permet de se faire connaître internationalement. Le succès public (no 1 au box office de l'année 2004 en Corée) et critique lui apporte la consécration avec un prix d'interprétation dans un festival asiatique.
Sa carrière doit s'interrompre pour répondre à ses obligations militaires de deux ans. Juste après être lauréat de son école d'art dramatique, Won Bin intègre son service militaire en novembre 2005 et sera posté à sa demande dans la zone démilitarisée.
Le 2 juin 2006, il est blessé aux ligaments croisés. Il est alors réformé le 7 juin 2009, mais doit passer par un programme de rééducation pendant plus d'une année pour récupérer sa mobilité.
Won Bin est nommé Ambassadeur par le comité coréen de l'UNICEF le 6 septembre 2007. Il participe activement aux programmes de charité organisé en Corée par L'UNICEF.
En avril 2008, Won Bin confirme son retour sur le grand écran avec le projet Mother réalisé par Bong Joon-ho. Le tournage commence en septembre 2005 et se termine en février 2009. Le film est sélectionné au Festival de Cannes  dans la sélection Un Certain Regard en mai 2009. Won Bin monte pour la première fois les marches du palais du Festival lors de la première du film le 16 mai 2009.
Son nouveau film The Man from Nowhere est sorti sur les écrans coréens en août 2010.

## Filmographie

### Films
- 2001 : Guns & Talks (Killerdeului suda) de Jin Jang
- 2004 : Frères de sang (Taegukgi hwinalrimyeo) de Kang Je-gyu
- 2004 : My Brother (Uri hyeong) de Ahn Kwon-tae
- 2009 : Mother (Madeo) de Bong Joon-ho
- 2010 : The Man from Nowhere de Lee Jeong-beom

### TV Drama
- 1997: Propose
- 1998: Ready, Go!
- 1999: Kwangki
- 2000: Small Station
- 2000: Kkokji
- 2000: Autumn in My Heart (ou Autumn Fairy Tale)
- 2002: Friends

## Récompenses et nominations
(décembre 2010).

### Prix
- 1999: KBS Drama Acting Awards - Best Newcomer for Kwangki
- 2000: KBS Drama Acting Awards - Excellence in Acting for Kkokji and Autumn in My Heart
- 2001: 37th Paeksang Arts Awards - Best Newcomer for Kkokji and Autumn in My Heart
- 2002: BVLGARI Brilliant Dreams Award (Japan)[1]
- 2004: 12th Chunsa Film Art Awards - Best New Actor for Taegukgi
- 2004: 27th Golden Cinema Festival - Best Newcomer  for Taegukgi

### Nomination
- 2004: 3rd Korean Film Awards - nominated Best Actor for My Brother
- 2010: 46th Paeksang Arts Awards - nominated Best Actor for Mother

### Magazine
- 2000: Best Dresser of the year
- 2002: Voted as the "April 2002 Most Beautiful Man" by MostBeautifulMan.com. The first Asian celebrity to win in this monthly poll[2]
- 2005-2006-2007: 3 années de suite, il est désigné par le magazine japonais "CanCam" comme "Favorite Asian Star #1".

## Participations comme mannequin

### Publicité
- 1999: 018 Telecom[3]
- 2000: French Cafe, Dong Yang Life Insurance[3]
- 2001: KTF 'Magic N' Cell Phone, Dong Yang Life Insurance, Hite Beer, Namyang French Cafe, Dean Clau Eau de Toilette, Nadri Cosmetic, Haitai Sexy Potato Chips, Lotte 'Atlas' Chocolate[3]
- 2002: Woori Bank, Baskin-Robbins 31 Ice-cream, Namyang French Cafe, Dean Clau Eau de Toilette & men's skin-care products[3]
- 2003: Woori Bank, Baskin-Robbins 31 Ice-cream, Namyang French Cafe[3]
- 2004: Woori Bank, LG Cyon Cell Phone, Missha make-up product[4]
- 2005: Woori Bank, LG Cyon Cell Phone, Missha make-up product, FORVAL I.T./Telecom (Japan) [4]
- 2008: Nintendo Wii Video Game, Maxim T.O.P Espresso[5]
- 2009: Maxim T.O.P Espresso[5]
- 2010: HITE MAX Beer, Maxim T.O.P Espresso[6]

### Défilés de mode
- 1999: Clride, Yell
- 2000: Clride, Jambangee
- 2001: Jambangee, Ziozia[3]
- 2002: Ziozia, GIA, Visaruno of Marui 0101 Dept Store (Japan) [3]
- 2003: GIA, C.O.A.X., Visaruno of Marui 0101 Dept Store (Japan) [3]
- 2004: Omphalos, Ziozia[4]
- 2005: Ziozia
- 2008: Ziozia[5]
- 2010: Hang Ten

## Ambassadeur UNICEF
As UNICEF Goodwill Ambassador, Won Bin has participated in various programs and charity events.
- 2007.09.06 - Appointed as UNICEF Goodwill Ambassador[7].
- 2007.10.03 - Attended the International Peace Marathon Festival in Seoul to raise fund for UNICEF.
- 2007.11.26 - Attended a charity fashion show to raise fund for UNICEF[8].
- 2008.02.28 - Attended the "Clean meals, Happy sharing" campaign sponsored by UNICEF and Hanwha Resort[9].
- 2008.04.23 - Promoting UNICEF T-shirt to raise fund[10].
- 2008.05.06 - Won Bin's official fanclub held event to raise fund and made donation to UNICEF[11].
- 2008.06.24 - Promoting the Awoo Doll campaign[12].
- 2008.08.20 - Raised fund through photo project with Louis Vuitton and GQ Korea[13].
- 2008.11.27 - Promoting UNICEF Jumper to raise fund[14].
- 2008.12.22 - Visited an orphanage in Seoul and presented the children there with Christmas gifts[15].
- 2009.04.04-13 - Visited Gambia for UNICEF, visited relief center, hospital and schools[16],[17].

## Livres
- 2000: "dream in HEAVEN" photo essays (released in décembre 2000 in Korea, and mars 2002 in Japan) - 100 pages photo essays with photos taken in Bali, Indonesia and Korea.
- 2002: "WWW-Wonbin Wide pinup Web" photo essays (released in septembre 2002 in Japan) - 40 pages photo essays.
- 2005: "28 Day 'n Year Won Bin" Premium Box Set - DVD & photo essays (released in février 2005 in Japan) - It includes a 60-minute DVD and 144 pages of photos and sincere essays written by Won Bin revolving around his private life and his photo session trip to the Czech Republic, Japan and Korea, as well as collector's gifts.
- 2006: "BINUS" DVD (released in mars 2006 in Japan) - To show his gratitude to his fans for their years of support, Won Bin has recorded this candid, personal DVD (60 minutes) to be shared just between him and us, the fans - hence the title BINUS (BINUS is the name of his official fanclub), before fulfilling his mandatory military service. It includes revealing footage and private life, with Won Bin re-visiting many places in his hometown to share with his fans his background and childhood memories.
- 2006: "Dear Wonbin" photo essays (released in May 2006 in Japan) - A photo essays with some drawings by Won Bin. It's designed like a diary book for his fans to write diaries.

## Liens
- Notices d'autorité :   - VIAF
  - ISNI
  - BnF (données)
  - IdRef
  - LCCN
  - GND
  - Espagne
  - Israël
  - Corée du Sud
  - WorldCat
- Ressources relatives à l'audiovisuel :   - AllMovie
  - Allociné
  - Filmweb.pl
  - IMDb
  - Korean Movie Database
- Won Bin Official Website
- Won Bin English Fanclub
- Won Bin Photo and Video Gallery
- Wonbin Wonderland